# Chromonephthea imperfecta
Chromonephthea imperfecta är en korallart som beskrevs av van Ofwegen 2005. Chromonephthea imperfecta ingår i släktet Chromonephthea och familjen Nephtheidae. Inga underarter finns listade i Catalogue of Life.